# Tonnie Gallis
Tonnie Gallis (Groningen, 1 december 1925) was een Nederlands voetballer die uitkwam voor RCH in de amateurtijd en als prof voor BVC Amsterdam.

## Loopbaan

### Beginjaren
Hij werd geboren in Groningen. Na een halfjaar verhuisde het gezin (Amsterdamse vader, Groningse moeder) naar Amsterdam. Hij ging voetballen bij De Vliegende Vogels in Amstelveen dat uitkwam in de Amsterdamsche Voetbalbond. Deze voetbalclub was ontstaan uit de personeelsvereniging van KLM en werd in 1965 weer opgeheven.
Op 25-jarige leeftijd vertrok hij naar RCH in Heemstede. In zijn debuutwedstrijd op 2 september 1951 scoorde hij de eerste competitietreffer voor RCH in de thuiswedstrijd tegen VSV (4-2). Gallis paste zich snel aan het hogere voetbalniveau aan. In zijn eerste seizoen in de Eerste klasse werd hij clubtopscorer met 19 doelpunten in 23 duels. 

### Landskampioen
In zijn tweede jaar, het seizoen 1952/53, kwam hij tot 14 treffers in 26 wedstrijden. RCH, dat een jaar eerder als tweede was geëindigd, pakte het kampioenschap in de Eerste klasse A. In de strijd om de nationale titel eindigde RCH samen bovenaan met EVV Eindhoven. Daardoor was een beslissingswedstrijd nodig om de landskampioen aan te wijzen. Het extra kampioensduel werd gespeeld op 18 juli 1953 in stadion De Kuip. EVV Eindhoven nam de leiding door Dick Snoek. RCH kwam op gelijke hoogte toen Jan Honout een voorzet van Tonnie Gallis binnenschoot: 1-1. In de verlenging scoorde Gallis de beslissende 2-1 en bezorgde RCH voor de tweede keer in de clubhistorie (eerder in 1923) de landstitel.

### Profcontract
Het seizoen na het behalen van het landskampioenschap verliep voor RCH veel minder succesvol. De club eindigde als voorlaatste in de Eerste klasse A en degradeerde naar de Tweede klasse. Topschutter Gallis kwam in het degradatiejaar niet verder dan zes doelpunten in 25 duels. Hij zou de degradatie met RCH niet meemaken. Hij tekende in de zomer van 1954 een profcontract bij de nieuwe club  BVC Amsterdam dat ging spelen in de ‘wilde’ competitie van de NBVB. 
In de voortijdig afgebroken competitie scoorde hij elf maal in negen wedstrijden. 

### Einde loopbaan
De snelle aanvaller, hij liep honderd meter in 10,8 seconden, speelde zijn allerlaatste wedstrijd op 22 april 1956. Dat was in de stadsderby tegen Ajax die in 1-1 eindigde. Gallis liep een knieblessure op die het einde van zijn voetbalcarrière zou inluiden. BVC Amsterdam trok in de zomer van 1956 Henk van der Sluis van Alkmaar '54 als zijn vervanger aan.
Vlak voor de invoering van de nieuwe Eredivisie moest hij als 30-jarige zijn actieve loopbaan beëindigen.

## Clubstatistieken
| Seizoen | Club          | Land      | Competitie      | Competitie | Competitie | Beker | Beker | Internationaal | Internationaal | Overig | Overig | Totaal | Totaal |
| Seizoen | Club          | Land      | Competitie      | Wed.       | Dlp.       | Wed.  | Dlp.  | Wed.           | Dlp.           | Wed.   | Dlp.   | Wed.   | Dlp.   |
| ------- | ------------- | --------- | --------------- | ---------- | ---------- | ----- | ----- | -------------- | -------------- | ------ | ------ | ------ | ------ |
| 1951/52 | RCH           | Nederland | Eerste klasse B | 23         | 19         | –     | 0     | 0              | 0              | 0      | 0      | 23     | 19     |
| 1952/53 | RCH           | Nederland | Eerste klasse A | 26         | 14         | –     | 0     | 0              | 0              | 7      | 4      | 33     | 18     |
| 1953/54 | RCH           | Nederland | Eerste klasse A | 25         | 6          | –     | 0     | 0              | 0              | 0      | 0      | 25     | 6      |
| 1954/55 | BVC Amsterdam | Nederland | NBVB            | 9          | 11         | –     | –     | 0              | 0              | 0      | 0      | 9      | 11     |
| 1954/55 | BVC Amsterdam | Nederland | Eerste klasse A | 23         | 6          | –     | –     | 0              | 0              | 0      | 0      | 23     | 6      |
| 1955/56 | BVC Amsterdam | Nederland | Hoofdklasse A   | 15         | 3          | –     | –     | 0              | 0              | 0      | 0      | 15     | 3      |
| Totaal  | Totaal        | Totaal    | Totaal          | 121        | 59         | –     | 0     | –              | –              | 7      | 4      | 128    | 63     |